# Mały przewodnik
Mały przewodnik (ros. Алёша Птицын вырабатывает характер, Alosza Pticyn wyrabatywajet charaktier) – radziecka komedia z 1953 roku w reżyserii Anatolija Granika.

## Fabuła
Bohaterem filmu jest Alosza Pticyn, uczeń trzeciej klasy jednej z moskiewskich szkół. Pticyn postanawia uwolnić się spod kurateli nadopiekuńczych rodziców i babki. W nowym harmonogramie dnia, który sam dla siebie opracował Pticyn jest czas na naukę, sport i wypoczynek. Plany psuje babcia, która spóźnia się na dworzec, gdzie miała odebrać swoją przyjaciółkę z dzieciństwa. Pomocy udzieli jej Alosza oprowadzając po Moskwie.

## Obsada
- Witia Kargopolcew jako Alosza Pticyn
- Walentina Spierantowa jako babcia Sima
- Olga Pyżowa jako babcia Ola
- Natalja Sielezniowa jako Saszeńka, wnuczka Simy
- Jurij Bublikow jako Andriej Andriejewicz, ojciec Aloszy
- Tamara Aloszyna jako matka Aloszy
- Aleksandr Michajłow jako nauczyciel Tichon Iwanowicz
- Roza Makagonowa jako Olga Wasiliewna
- Sierioża Podmastieriew jako Gienia
- Jekatierina Sawinowa jako lodziarka
- Nadieżda Rumiancewa jako Galia
- Lidia Sucharewska jako porucznik Siergiejenko